# 강병규 (연예인)
강병규(姜炳圭, 1972년 5월20일 (음력)~)는 전직 KBO 리그 OB베어스에 91년 입단. 서울 고교선수 중 1번으로 지명되어 입단했고, 99년 선수협회 대변인으로 활동하며 두산베어스에서 SK 와이번스  창단 특별지명 선수로 이적.1년 간 선수 생활을 했지만  2000년 12월을 기점으로 은퇴하여 프로 야구 선수 출신 최초의 방송MC와 라디오DJ 시트콤배우로 전향해 활발히 활동했다. 2008년 베이징 연예인응원단 이슈 및 당해 10월 인터넷 도박사건 이후 방송활동을 멈췄고 2013년 2월 명예훼손과 사기혐의로 처벌을 받게 되어 모든 연예 활동을 중단했다. 현재는 사업과 유튜버로 활동하고 있다.

## 생애

### 야구 선수
고등학생 시절 서울성남고등학교 야구부 선수로 활동하며 1990년 고교 3학년 시절 지역 예선 없이 전국 고교팀 전부가 참가하는 봉황대기 대회에서 1차전부터 결승전 9회까지 6연속 55이닝(10회 연장 포함)완투 기록으로 대회 우수투수상을 수상했다. 팀은 준우승을 하였다.
성남고 졸업 이후 1991년 OB 베어스에 입단한 후 투수로 활동을 시작하여 첫 해에는 2승 2패를 기록했다. 1993년부터 본격적인 선발 투수로 나섰다. 그 해 출전한 29경기 중 21경기에서 선발로 투입되어 완투 4번, 완봉 1번, 방어율 3.09와 삼진 70개, 4사구 44개를 던져 10승 9패의 성적을 기록하였다.
1999년에는  개막전 선발투수로 시작해서 1선발 활약. 13승 9패를 기록하여 본인의 2번째 10승이자 커리어 역대 최고의 성적을 기록하였다. 
이후, 2000년 한국프로야구선수협회 창립 시절 대변인으로 활약할 때 선수협 파동이 터지면서 9년간 소속팀인 두산 베어스에서 SK 와이번스로 트레이드 되었다. 이적 첫 해 두산 베어스에서 거둔 성적만큼의 활동을 보이지는 못했다. 2000년 시즌 후 당시 프로야구 8개 구단 사장들의 담합으로 SK와이번스는 트레이드 머니 10억을 주고 데려온 투수를 일방적  방출하였다. 이듬해인 2001년에 은퇴하여 프로 야구 선수를 그만두고 연예인으로 전향했다.

## 사건 ・ 사고 및 논란
2008년 하계 올림픽 당시, 연예인 응원단의 단장으로서 관광 등을 즐기며 세금을 횡령하고, 사설 도박장을 개설하고 인터넷을 통해 상습적으로 도박을 한 혐의를 받았다. 또한 도박으로 인해 13억 원에 달하는 금액을 잃고 집이 경매로 넘어가기도 하였다.
2009년에는 드라마 《아이리스》 촬영장에서 배우 이병헌에게 폭력과 협박을 행사한 혐의로 기소되었다. 2011년 1월 31일 고가의 명품시계를 지인에게 팔아주겠다고 속이고 시계만 받아 빼돌린 것에 대해 사기죄로 기소당해, 2013년 2월 1일 협박 혐의 등에 대해서는 징역 1년 집행유예 3년을, 사기 혐의에 대해서는 징역 1년 6월을 선고받고 법정구속됐다.
이 과정에서 KBS·EBS·MBC 출연정지 연예인 명단에 올랐으며 나중에는 SBS에서도 출연정지 명단에 이름을 올려야 했다.

## 학력
- 1985년 서울미성초등학교 졸업
- 1988년 성남중학교 졸업
- 1991년 성남고등학교 졸업
- 2007년 한양사이버대학교 광고홍보학과 학사

## 수상
- 2002년 KBS연예대상 베스트엔터테이너상
- 2005년 KBS연예대상 특별상
- 2006년 KBS연예대상 쇼·오락 우수코너상 (비타민 - 위대한 밥상)

## 방송 활동
- 예능 : KBS2 《가족오락관》 - 게스트
- 예능 : KBS2 《출발 드림팀》 (1999년 당시 두산 베어스 소속으로 심정수, 정수근, 진필중, 홍성흔과 함께 출연)
- 예능 : SBS  《좋은 친구들》 - MC (2001년 6월 24일  ~ 2002년 3월 31일(1차), 2003년 1월 26일 ~ 2003년 4월 13일(2차))
- 시트콤 : KBS2 《잘난 걸 어떡해》 (2001년 11월 5일 ~ 2002년 3월 8일)
- 예능 : KBS2 《자유선언 토요대작전》- MC (2001년 11월 10일 ~ 2003년 11월 1일)
- 예능 : KBS2 《슈퍼TV 일요일은 즐거워》- 99초 스탠바이 큐, MC 대격돌 (MC) (2001년 1월 7일 ~ 2001년 11월 4일, 2002년 11월 17일 ~ 2003년 11월 2일)
- 예능 : KBS2 《일요일은 101%》- MC (2003년 11월 9일 ~ 2004년 10월 31일)
- 예능 : KBS2 《위기탈출 넘버원》- MC (2005년 7월 9일 ~ 2006년 11월 18일)
- 예능 : tvN 《러브룰렛 연상연하 1》- MC (2007년 5월 11일 ~ 2007년 8월 3일)
- 예능 : tvN 《러브룰렛 연상연하 2》- MC (2007년 11월 9일 ~ 2008년 1월 25일)
- 예능 : SBS 《도전 1000곡》 - MC (2007년 12월 23일 ~ 2008년 3월 30일)
- 예능 : KBS2 《비타민》 - MC (2003년 11월 9일 ~ 2008년 11월 14일)
- 예능 : KBS2 《해피선데이 - 2008 스쿨림픽》 - MC (2008년 9월 14일 ~ 2008년 10월 26일)
- 예능 : 채널A 《스포츠 베토벤》- MC (2012년 10월 19일 ~ 2012년 11월 2일)

## 출연 광고
- 2001년 hy 에이스
- 2002년 롯데칠성음료 하이주
- 2003년 SK텔레콤 네이트 파워덩크·포켓야구2 (한기범과 함께 출연)
- 2003년 SK텔레콤 스피드011 레터링
- 2006년 국민건강보험공단 MBC·SBS 캠페인 (임현식과 함께 출연)
- 2007년 AIG손해보험 3대질병플러스 (노주현과 함께 출연)
- 2008년 한국닌텐도 닌텐도 DS 비타민 위대한 밥상

## 같이 보기
- 2000년 선수협 파동 사건
- 2008년 하계 올림픽 연예인 응원단에 대한 논란